# Тарсо-Вун
Тарсо-Вун (3100 м) — стратовулкан в регионе Тибести, Чад. Вулкан расположен в кальдере диаметром 14×18 км.
Обломки игнимбрита разбросаны на расстояние 15-35 км за пределы Тарсо-Вуна. Вулкан образовался на почвах докембрийских сланцев. На северо-восточней стороне вулкана почвы состоят из базальтов, изверглись в четвертичный период.
В 5 километрах к западу от кальдеры находится сольфатарное поле Собором, на котором активны фумаролы, грязевые и горячие источники. Местное население издревле пользуется данными источниками в медицинских целях.
Исторических извержений не зафиксировано.